# لارس نلسون
لارس نلسون (انگلیسی: Lars Nelson؛ زادهٔ ۱۹ اوت ۱۹۸۵) اسکی‌باز صحرانوردی اهل سوئد است.